# Kobylarz

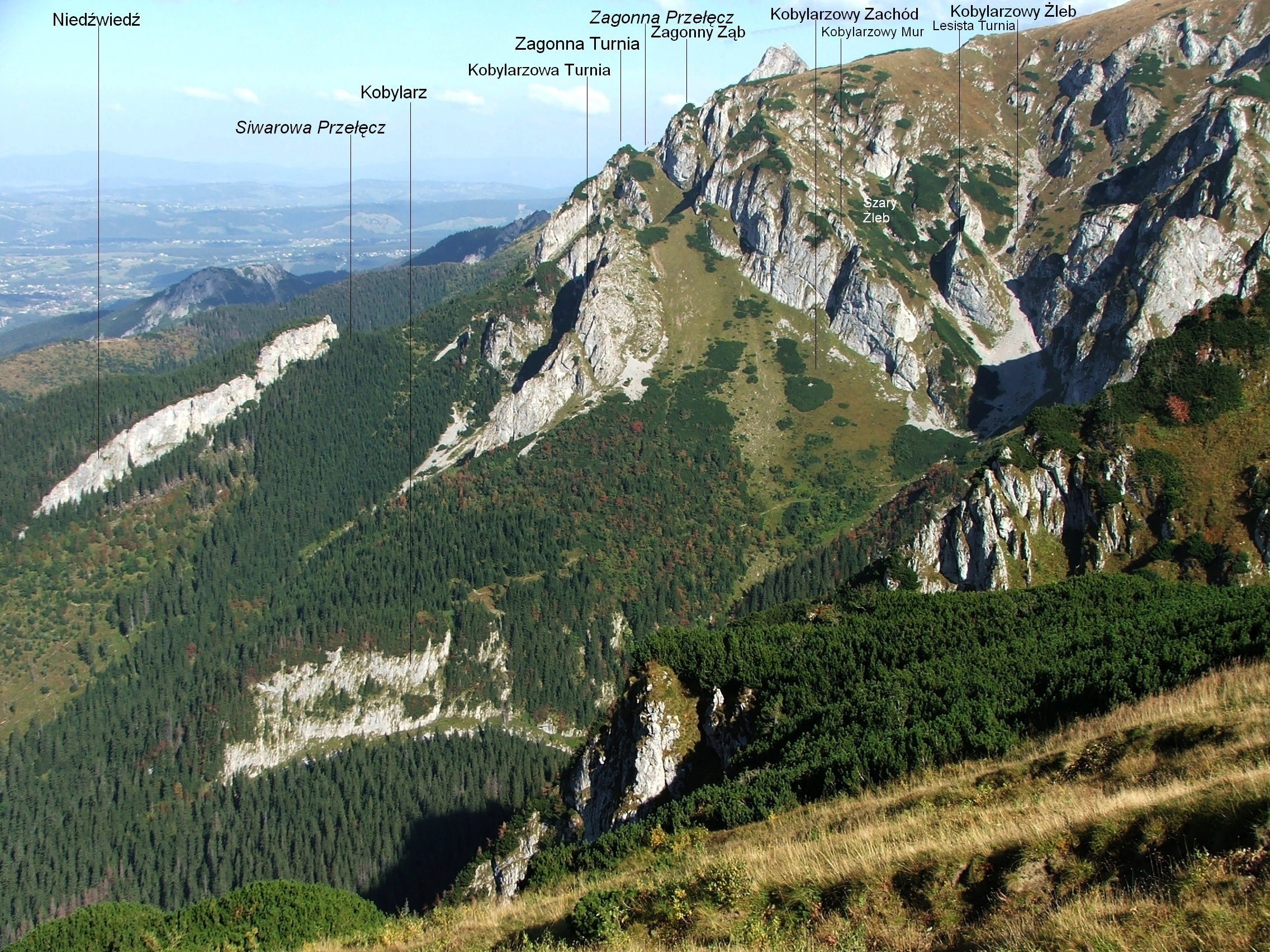
Widok na Kobylarzową Kazalnicę

Kobylarz – niewielka trawiasta rówień w górnej części Doliny Miętusiej w polskich Tatrach Zachodnich. Jest to polanka na wysokości około 1430 m n.p.m., na wschodnich zboczach doliny, poniżej Kobylarzowej Turni i Zagonnej Turni. Od zachodniej i południowej strony podcięta jest urwiskiem Kobylarzowej Kazalnicy opadającym do Wantuli i Wielkiej Świstówki. Znajduje się na obszarze skał wapiennych i porasta ją bogata flora roślin wapieniolubnych. M.in. stwierdzono tutaj występowanie ostrołódki polnej, rogownicy szerokolistnej i traganka wytrzymałego – bardzo rzadkich roślin, w Polsce występujących tylko w Tatrach i to w nielicznych tylko miejscach, a także tojadu kosmatego i zimoziołu północnego – roślin rzadkich w Karpatach
Nazwa tego miejsca pochodzi od tego, że według opowiadań miejscowej ludności dawniej wypasano tutaj kobyły. Były to tereny wypasowe Hali Miętusiej. Obecnie przez Kobylarz prowadzi szlak turystyczny na Czerwone Wierchy i na Kobylarzu często wypoczywają turyści. Do dna Doliny Miętusiej spod Kobylarza opada niewielki i zalesiony żleb Mały Wodniściak.
Szlak na Kobylarz wytyczono przed I wojną światową (z Hali pod Przysłopem przez Halę Miętusią i wzdłuż Wantul). Odnowiono go w 1926 i skasowano w 1932 z przeznaczeniem do ponownego wyznakowania jako dojście alternatywne do szlaku niebieskiego z Gronika na Małołączniak. W 1970 ścieżkę przeznakowano społecznie z powodu całkowitego braku znakarzy. Po trzech dniach TPN nakazał zatarcie znaków straży parkowej, z powodu braku tego zadania w planach znakarskich na rok 1970. W 1971 Walery Goetel poprosił park o zgodę na ponowne przeznakowanie ścieżki poprzez skierowanie na nią końcówki niebieskiego szlaku schodzącego z Małołączniaka w Dolinę Małej Łąki. Zgoda została wydana i ponownie przeznakowano szlak przy jednoczesnym zatarciu końcówki trasy niebieskiej z Gronika przez Przysłop Miętusi na Kobylarza. Kilka dni później znakowania te zostały znowu zatarte, a końcówka perci z Małołączniaka wróciła na poprzednią trasę.

## Szlaki turystyczne
– niebieski szlak z wylotu Doliny Małej Łąki przez Przysłop Miętusi, Kobylarz, Kobylarzowy Żleb i Czerwony Grzbiet na szczyt Małołączniaka. Czas przejścia: 4 h, ↓ 3 h